# Nives Meroi
14 sommets de plus de 8 000 mètres d'altitude
Nives Meroi, née le 17 septembre 1961 à Bonate Sotto, dans la province de Bergame en Lombardie (Italie), est une alpiniste italienne qui s'est rendue célèbre en devenant la première femme à avoir vaincu dix sommets de plus de 8 000 mètres. Elle a gravi les 14 sommets de plus de 8 000 mètres. En cela, une compétition l'opposait à Oh Eun-Sun, Edurne Pasaban et Gerlinde Kaltenbrunner ; elle est finalement la troisième à y parvenir.

## Biographie
En conquérant l'Everest, le 17 mai 2007, Nives Meroi devient la première femme à avoir vaincu dix sommets de plus de 8 000 mètres. Le 17 mai 2014, elle atteint le sommet du Kangchenjunga.
Toutes ses ascensions ont été réalisées en couple avec son mari Romano Benet, guide de montagne, et parfois en trio avec Luca Vuerich.

## Expéditions
- 1994 : K2, abandon à 8 450 m
- 1995 : Bhagirathi II
- 1996 : Everest, abandon à 8 000 m
- 1998 : Nanga Parbat
- 1999 : Cho Oyu, Shishapangma
- 2001 : Mazeno
- 2003 : les trois 8 000 du Gasherbrum
- 2004 : Lhotse
- 2005 : Dhaulagiri, abandon à 8 157 m
- 2006 : K2, Dhaulagiri
- 2007 : Makalu La, mais pas le Makalu ; Everest, sans oxygène
- 2008 : Manaslu
- 2009 : tentatives au Kangchenjunga
- 2011 : pic Mera
- 2014 : Kangchenjunga
- 2016 : Makalu
- 2017 : Annapurna
- 2023 : ouverture  de la voie Diamonds on the Soles of the Shoes dans la face ouest du Kabru Sud (7 318 m). Ascension récompensée par une mention spéciale des Piolets d'or 2024.

## Publication
- Je ne te ferai pas attendre (Le Kanchenjunga, Romano et moi), Éditions du Mont-Blanc, Chamonix, 2018  (ISBN 978-2-36545-041-6) grand prix du salon international du livre de montagne de Passy en 2018 traduit de l'italien par Alexis Martinet (No ti faro aspetiare, RCS Libri S.p.A, Milan, 2015)